# Държавен куклен театър (Стара Загора)
Държавен куклен театър – Стара Загора е репертоарен театър на държавно финансиране, основан 1957 г. На сцената му са поставяни над 300 постановки от български и световни автори, пишещи за деца и възрастни. Театърът е водещ между куклените театри по художествени и финансови резултати. Носител е на награда на Министерство на културата на България за високи постижения в театралния мениджмънт и творческата дейност през 2018 г. С най-високата отлична комплексна оценка между държавните културни институти в областта на сценичните изкуства за 2018 г.

## История
Театърът е основан през 1947 г. от неколцина млади хора с различни професии, без специализирано академично образование – Коста Вълков, Денка Димова, Лидия Александрова, Марин Павлов, Катя Загорова, Добрина Бунарджиева и Добрина Василева. Основател и първи директор на театъра е Петър Добчев. Петър Александров е първият режисьор. Първият спектакъл се нарича „Мечо Турист“.
На 1 януари 1962 г. театърът става държавен.

### Директори
- от 1957 г. – Петър Добчев
- от 1965 г. – Лидия Венциславова
- от 1968 г. – Васил Апостолов
- от 1982 г. – Любомир Цакев
- от 1996 г. – Емил Иванов
- от 1998 г. – Дарин Петков

## Материална база
Театърът разполага със собствена сграда, сцени (основна и лятна) и ателиета.
Забележителност за града е механичният часовник с кукли на стена на театъра, който се отваря на всеки кръгъл час. Часовникът е единственият по рода си на Балканския полуостров. Изработен е от десетки кукли и не е спирал да работи, освен за едномесечен ремонт през 2020 г.

## Организатор на международни изяви
Театърът е организатор и домакин на Международния куклено-театрален фестивал за възрастни „Пиеро“, на който Европейската фестивална асоциация връчи в три поредни издания Европейски лейбъл за иновативност и значимост EFFE 2015 – 2016, EFFE 2017 – 2018 и EFFE 2019 – 2020.
От 2003 г. театърът организира като биенале Международна творческа лаборатория-ателие.

## Награди
В хронологичен ред:
- (2019) Награда на Министерство на културата за постигнати високи резултати в областта на театралния мениджмънт и творческата дейност;[6]
- (2018) Колективна награда „Стара Загора“ в направление „Култура и изкуство“ на Държавна опера Стара Загора и Държавен куклен театър – Стара Загора за постановката на операта „Турандот“;[7]
- (2017) Награда „Златният делфин“ за сценография за сценография на Мариета Голомехова за спектакъла „СТРАХ“ на 17-и Международен куклено-театрален фестивал „Златният делфин“, Варна;[8]
- (2017) Награда „Стара Загора“ за високи постижения в духовния живот на Стара Загора;[7]
- (2017) Награда „ИКАР“ за куклено изкуство за куклено изкуство на САБ за спектакъла „Джелсомино в страната на лъжците“;
- (2017) Награда „СИВИНА“ за млад актьор на Диляна Спасова;
- (2016) Награда на Министерство на културата за високи постижения в областта на мениджмънта и маркетинга;[9]
- (2015) Награда „Стара Загора“ за високи художествено-творчески постижения в духовния живот на Стара Загора;[7]
- (2015) Награди за най-добър спектакъл (Гран При) и Златна Анима за спектакъла „Вълшебникът от Оз“ на 16-ия Международен фестивал за професионално куклено изкуство за деца „LUT FEST“, Източно Сараево, Босна и Херцеговина.
- (2015) Три награди „ИКАР“ – за куклен спектакъл, за майсторско техническо осъществяване и за авторска музика;[10]
- (2015) Награда „Любимец 13“ за актьорско майсторство за куклен театър за спектаклите „Страх“, „Фолклорна магия“ и „Вълшебникът от Оз“;
- (2014) Награда „Стара Загора“ за високи художествено-творчески постижения в духовния живот на Стара Загора;[7]
- (2014) Награда за съхранение на традициите на българската народна приказка за спектакъла „Неродена мома“ на XXI Международен куклено-театрален фестивал „Двама са малко, трима са много“, Пловдив;
- (2013) Награда на Симона Нанова за сценична идея и реализация на българска народна приказка „Неродена мома“ на Държавен куклен театър – Стара Загора и фондация „АРТЕ ВИВА“ на 14-ия Международен фестивал на спектакли за деца „Вълшебната завеса“;
- (2012) Награда „СИВИНА“ от режисьорската колегия към АКТ-УНИМА, България за млад актьор в областта на кукления театър на Ваня Викторовна Камянска;
- (2011) Награда „СИВИНА“ от режисьорската колегия към АКТ-УНИМА, България за млад актьор в областта на кукления театър на Калоян Георгиев;
- (2010) Награда от „Стоби“;
- (2010) Награда „Стара Загора“ за значими постижения в областта на културата за реализацията на копродукцията „Едип. Празникът на ослепяването“;[7]
- (2009) Награда от „Пиеро“ за спектакъла „Храбрият оловен войник“ на VІ Международен куклено-театрален фестивал за възрастни „Пиеро“, Стара Загора;
- (2009) Награда от „Двама са малко, трима са много“;
- (2008) Награда за режисура на Славчо Маленов, награда за актьорско майсторство на Делян Кьосев и втора награда на Холандското жури за спектакъла „Малката Самовила“ на 18-и Международен куклено-театрален фестивал „Двама са малко, трима са много“, Пловдив;
- (2008) Награда за актьорско майсторство и награда за драматизация за спектакъла „Барон Мюнхаузен“ на Международен куклено-театрален фестивал „Златният делфин“, Варна;
- (2008) Трета награда на холандското жури за спектакъла „Жабокът Цар“ на 17-и Международен куклено-театрален фестивал „Двама са малко, трима са много“, Пловдив;
- (2007) Награда за актьорско майсторство за спектакъла „Кралят Елен“ на V Международен куклено-театрален фестивал за възрастни „Пиеро“;
- (2007) Награди на спектакъла „Барон Мюнхаузен“ за най-оригинална интерпретация, както и наградите на детското и холандско жури на Международния куклен фестивал „Двама са малко, трима са много“ – Пловдив;
- (2007) Награда „Стара Загора“ за високи постижения в областта на културата;[7]
- (2007) Награда на Министерство на културата за най-високи постижения в създаването и разпространението на театрална продукция;
- (2007) Награда „Икар“ на САБ за куклено изкуство за спектакъла „Барон Мюнхаузен“;
- (2006) Наградата за куклено изкуство за спектакъла „Джуджето Дългоноско“ в Котор, Черна гора;
- (2005) Награда за „Перспективна млада трупа“ на IV Международен куклено-театрален фестивал „Пиеро“ за спектакъла „Безсъние“;
- (2005) Награда от фестивал „Михаил Лъкатник“ – Ямбол за спектакъла „Приказки от минало-свършените времена“;
- (2005) Награда „Стара Загора“ за значими постижения в областта на културата за реализацията на спектакъла „Безсъние“;[7]
- (2004) Специалната награда за куклено изкуство за спектакъла „Приказки от минало-свършените времена“ на Международния детски фестивал в Баня Лука, Босна и Херцеговина;
- (2001) Награда „Експериментални и нови форми“ за спектакъла „Сенки в нощта“ на ІІ Международен Куклено – Театрален Фестивал за възрастни „ПИЕРО“;
- (2000) Награда на „Отворено общество“ – Стара Загора за постижения в областта на културата – за учредяване и реализация на І Международен куклено-театрален фестивал „ПИЕРО“;
- (2000) Награда за най-добра актьорска трупа – Прага на Международен куклен фестивал „Прага – Европейска столица на културата 2000“;
- (1999) Награда на „Отворено общество“ – Стара Загора за „Значими постижения в областта на културата“;
- (1999) Награди награди за драматургия, сценография, муз. оформление и актьорско майсторство за спектакъла „Джуджето Дългоноско“ на международен куклен фестивал „Златният делфин“;
- (1998) Първа награда на Съюза на артистите в България за „Майсторско техническо осъществяване на спектакъла „Малката Елфа““.